# Blanca, Sevnica
Blanca este o localitate din comuna Sevnica, Slovenia, cu o populație de 279 de locuitori.